# Шахрвараз Џадуји
Шахрвараз Џадуји (персијски: شهربراز جادویه) био је сасанидски војни заповедник из породице Михран. Био је у сродству са Шахрбаразом, сасанидским спахбедом и накратко шаханшахом. Учествовао је у бици за Исфахан заједно са Фадусфаном и још једним персијским војсковођом против муслиманских Арапа. Међутим, био је поражен и убијен током битке.